# Calciatore dell'anno (Albania)
Calciatore albanese dell'anno (Futbollisti Shqiptar i Vitit) è un premio calcistico assegnato dalla Federazione calcistica dell'Albania al miglior giocatore albanese dell'anno solare.

## Albo d'oro
- 1999 - Rudi Vata,  Energie Cottbus
- 2003 - Lorik Cana,  Paris Saint-Germain
- 2004 - Fatmir Vata,  Arminia Bielefeld
- 2006 - Nevil Dede,  KS Elbasani
 KF Tirana
- 2008 - Ervin Skela,  Energie Cottbus
- 2009 - Lorik Cana,  Sunderland
- 2010[1] - Elis Bakaj,  Dinamo Tirana
- 2011 - Armando Vajushi,  Vllaznia
- 2012[2] - Orges Shehi,  Skënderbeu
- 2013 - Daniel Xhafaj,  Teuta
- 2014 - Lorik Cana,  Lazio
- 2015 - Sabien Lilaj,  Skënderbeu
- 2016 - Hamdi Salihi,  Skënderbeu
- 2017 - Sabien Lilaj,  Skënderbeu
- 2018 - Lorenc Trashi,  Partizani Tirana
- 2022 - Redon Xhixha,  Tirana
- 2023 - Arinaldo Rrapaj,  Partizani Tirana
- 2024 - Bekim Balaj,  Vllaznia